# Авдія Вршаєвич
Авдія Вршаєвич (босн. Avdija Vršajević, нар. 6 березня 1986, Тешань) — боснійський футболіст, захисник клубу «Умранієспор» та національної збірної Боснії і Герцеговини.

## Клубна кар'єра
У дорослому футболі дебютував 2003 року виступами за команду ТОШК з рідного міста Тешань.
Протягом сезону 2004–05 років захищав кольори «Желєзнічара», з яким став віце-чемпіоном країни..
Своєю грою привернув увагу представників тренерського штабу клубу «Челик», до складу якого приєднався влітку 2005 року. Відіграв за команду з Зеніци наступні два сезони своєї ігрової кар'єри.
Влітку 2007 року уклав контракт з празькою «Спартою», проте за основну команду так і не зіграв та майже відразу був відданий в оренду в інший чеський клуб «Кладно», де провів наступний сезон.
Влітку 2008 року на правах оренди перейшов в словацький «Татран», який незабаром викупив контракт гравця. Більшість часу, проведеного у складі «Татрана», був основним гравцем захисту команди, зігравши 70 матчів в чемпіонаті за три сезони.
Протягом сезону 2011–12 років знову захищав кольори клубу «Челік».
До складу клубу «Хайдук» (Спліт) приєднався на правах вільного агента влітку 2012 року, з яким в першому ж сезоні виграв Кубок Хорватії. Всього встиг відіграти за сплітську команду 74 матчі в національному чемпіонаті.
Протягом 2015—2018 років захищав кольори клубу «Османлиспор».
До складу клубу «Акхісар Беледієспор» приєднався влітку 2018 року. За 2,5 роки відіграв за команду з Маніси 47 матчів у національному чемпіонаті.
На початку 2021 приєднався до складу «Умранієспора».

## Виступи за збірні
16 серпня 2006 року залучався до складу молодіжної збірної Боснії і Герцеговини у матчі відбору на молодіжне Євро-2007 проти однолітків з Вірменії. Вршаєвич відзначився в тому матчі і приніс перемогу  рахунком 3:2. Ця гра стала для Авдії єдиною у складі «молодіжки».
7 вересня 2012 року дебютував в офіційних іграх у складі національної збірної Боснії і Герцеговини в матчі відбору на ЧС-2014 проти збірної Ліхтенштейну (8:1). Наразі провів у формі головної команди країни 17 матчів.

## Титули і досягнення
- Володар Кубка Хорватії (1):

«Хайдук» (Спліт): 2012–13
- Володар Суперкубка Туреччини (1):

«Акхісар Беледієспор»: 2018